# 交互式Web应用程序
交互式Web应用程序（英語：Interactive Web Application）是指一类使用指定網路應用程式，实现例如查詢、訊息交流、人際交流、教育文化、虛擬及實際交易與休閒娛樂等功能的程序。多种高级语言都可以用于交互式Web应用程序的制作。IBM曾推出过一系列的交互式Web应用程序制作工具。